# Gongora scaphephorus
Gongora scaphephorus är en orkidéart som beskrevs av Heinrich Gustav Reichenbach och Josef Ritter von Rawicz Warszewicz. Gongora scaphephorus ingår i släktet Gongora och familjen orkidéer. Inga underarter finns listade i Catalogue of Life.